# Oxytropis chinglingensis
Oxytropis chinglingensis là một loài thực vật có hoa trong họ Đậu. Loài này được C.W.Chang miêu tả khoa học đầu tiên.